# Gottlieb Fröhlich
Pour les articles homonymes, voir Fröhlich.
Gottlieb Fröhlich, né le 13 août 1948 à Wohlen bei Bern, est un rameur d'aviron suisse.
Il remporte aux 1968 à Mexico une médaille de bronze en quatre de couple avec Denis Oswald, Hugo Waser, Peter Bolliger et Jakob Grob,.